# 大梵天
大梵天（だいぼんてん、Skt：Mahābrahma）は、色界十八天の中の第3天である。初禅三天（大梵天・梵輔天・梵衆天）の中では最高位となる。梵天（バラモン・ヒンドゥー教のブラフマー神）の住所である。
『雑阿毘曇心論』『彰所知論』は、この天での天部の身長が1.5由旬、寿命が1.5劫とする。また『仏説立世阿毘曇論』は、寿命を60小劫とする。